# Nikolai von Glehn

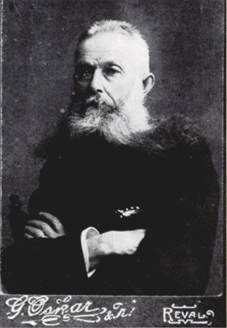
Nikolai von Glehn

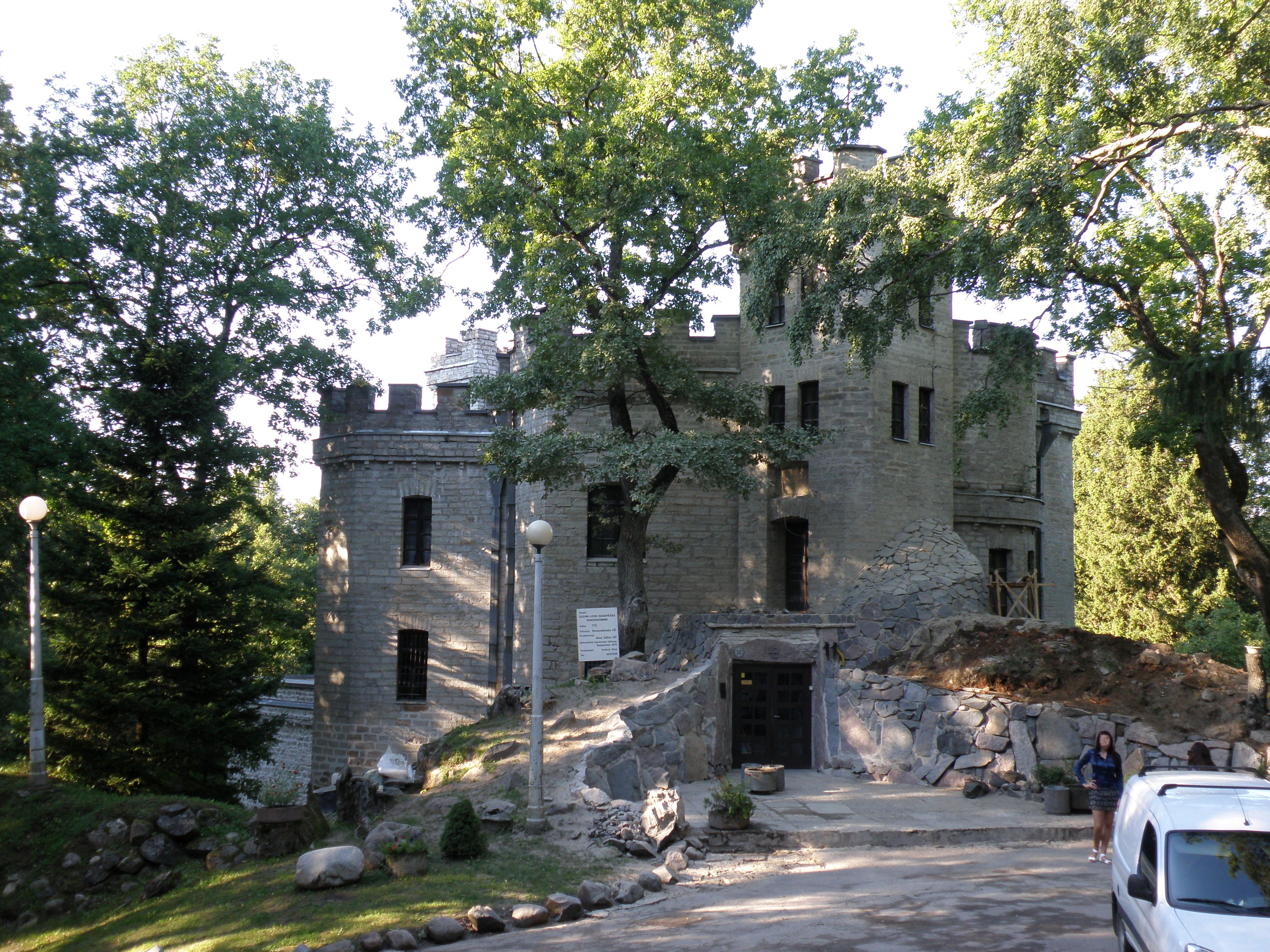
Het slot van von Glehn

Baron Alexander Nikolai von Glehn (Russisch: Александр Николая фон Глен) (landgoed Jälgimäe, Gouvernement Estland, 16 juli 1841 – Ouro Fino, Brazilië, 7 september 1923), was een Duits-Baltische grootgrondbezitter, architect en kunstenaar. Hij was de stichter van de Estische stad Nõmme, die nu een stadsdistrict van Tallinn is.

## Levensloop
Von Glehn werd geboren op het landgoed Jälgimäe (Duits: Jelgimeggi), ten zuiden van Tallinn, dat zich toen uitstrekte tot ver op het huidige grondgebied van Tallinn. Het landhuis waar hij geboren is, ligt nu in het gelijknamige dorp in de gemeente Saku. Zijn ouders waren Peter von Glehn (1796–1843) en Auguste Caroline Marie Burchart von Bellavary (1814–1862), een telg van de familie Burchart, die de Raadsapotheek in Tallinn exploiteerde.
Von Glehn studeerde economie, medicijnen, filosofie en architectuur aan de Universiteit van Tartu en in Duitsland. Omdat zijn oudere broer een wetenschappelijke carrière ambieerde, erfde Nikolai het landgoed. Von Glehns oudere broer Peter von Glehn (1835-1876) was bioloog en beheerder van de keizerlijke botanische tuin in Sint-Petersburg. De Picea glehnii, een sparrensoort, is naar hem vernoemd. In 1866 trouwde Nikolai met Caroline Henriette Berg (1847-1896). Het paar kreeg twee kinderen: Manfred (1867-1924) en Elsbeth (1869-1931).

### Stichting van Nõmme
In 1872 kreeg het noordelijk deel van het  landgoed een eigen station aan de spoorlijn Tallinn-Paldiski, het tegenwoordige Station Nõmme. Von Glehn stelde stukken grond in de buurt van het station beschikbaar voor de bouw van datsja’s. Volgens de overlevering moet von Glehn gezegd hebben: ‘Hier moet een stad komen.’ De nederzetting van vakantiehuisjes groeide voorspoedig en kreeg de naam Nõmme. In 1917 kreeg ze de status van ‘vlek’ (groter dorp). In 1926 kreeg Nõmme met het omringende gebied stadsrechten. Von Glehn was toen allang vertrokken en zijn landgoed onteigend. In 1940 werd Nõmme ingelijfd bij Tallinn. De vroegere nederzetting is nu de wijk Nõmme, de stad is nu het stadsdistrict Nõmme.

### Het slot van von Glehn
Rond 1880 kocht von Glehn het landgoed Hohenhaupt, dat grensde aan zijn eigen landgoed. Hij liet het landhuis in Jälgimäe over aan zijn zoon Manfred en liet in Hohenhaupt naar eigen ontwerp een kasteel in middeleeuwse stijl bouwen. Het was gereed in 1886. De Duitse naam luidde Schloß Hohenhaupt of Glehn'sches Schloß; de Esten noemen het Mustamäe mõis of Glehni loss. Rond het kasteel ligt een groot park, Glehni park in het Estisch. De volgende jaren liet von Glehn in het park onder andere een palmenhuis, een uitkijktoren, een miniatuurkasteel voor zijn kleinkinderen en twee monumentale beelden, van Kalevipoeg en van een krokodil (volgens sommigen een draak), neerzetten, ook allemaal naar eigen ontwerp. Het kasteel is in de jaren zestig en zeventig van de 20e eeuw door vrijwilligers gerestaureerd. De uitkijktoren is tegenwoordig als sterrenwacht in gebruik. Het palmenhuis staat op de nominatie om te worden gerestaureerd. Het kasteel staat tegenwoordig in de Tallinnse wijk Hiiu; het park ligt deels in Hiiu, deels in Vana-Mustamäe.
Toen in 1896 von Glehns echtgenote Caroline stierf, liet von Glehn een begraafplaats met vijvers en bruggen aanleggen, het Glehn'sche Friedhof (Duits) of Glehni rahula (Estisch). Later werden hier ook twee jonggestorven kinderen van zijn zoon Manfred bijgezet.

### Emigratie en overlijden
Na de Oktoberrevolutie van 1917 legde de Arbeidersraad van Nõmme beslag op het landgoed Hohenhaupt. Von Glehn en zijn zoon Manfred werden enige tijd gevangen gezet. Tussen februari en november 1918 was Estland bezet door Duitse troepen. In die periode vertrok von Glehn met zijn zoon Manfred en diens familie naar Duitsland. In 1922 emigreerde hij samen met Manfred naar Brazilië. Manfred was ernstig ziek en hoopte in het warme klimaat van Brazilië genezing te vinden. In het ziekenhuis van Ouro Fino in de deelstaat Minas Gerais overleed Nikolai von Glehn op 7 september 1923, 82 jaar oud. Zijn zoon Manfred overleed het jaar daarop.
Op 12 november 2011 werd in het centrum van de wijk Nõmme een beeld van Nikolai von Glehn van de hand van de beeldhouwer Seaküla Simson onthuld.
Als architect wordt Nikolai von Glehn vaak vergeleken met Antoni Gaudí. 

## Foto’s

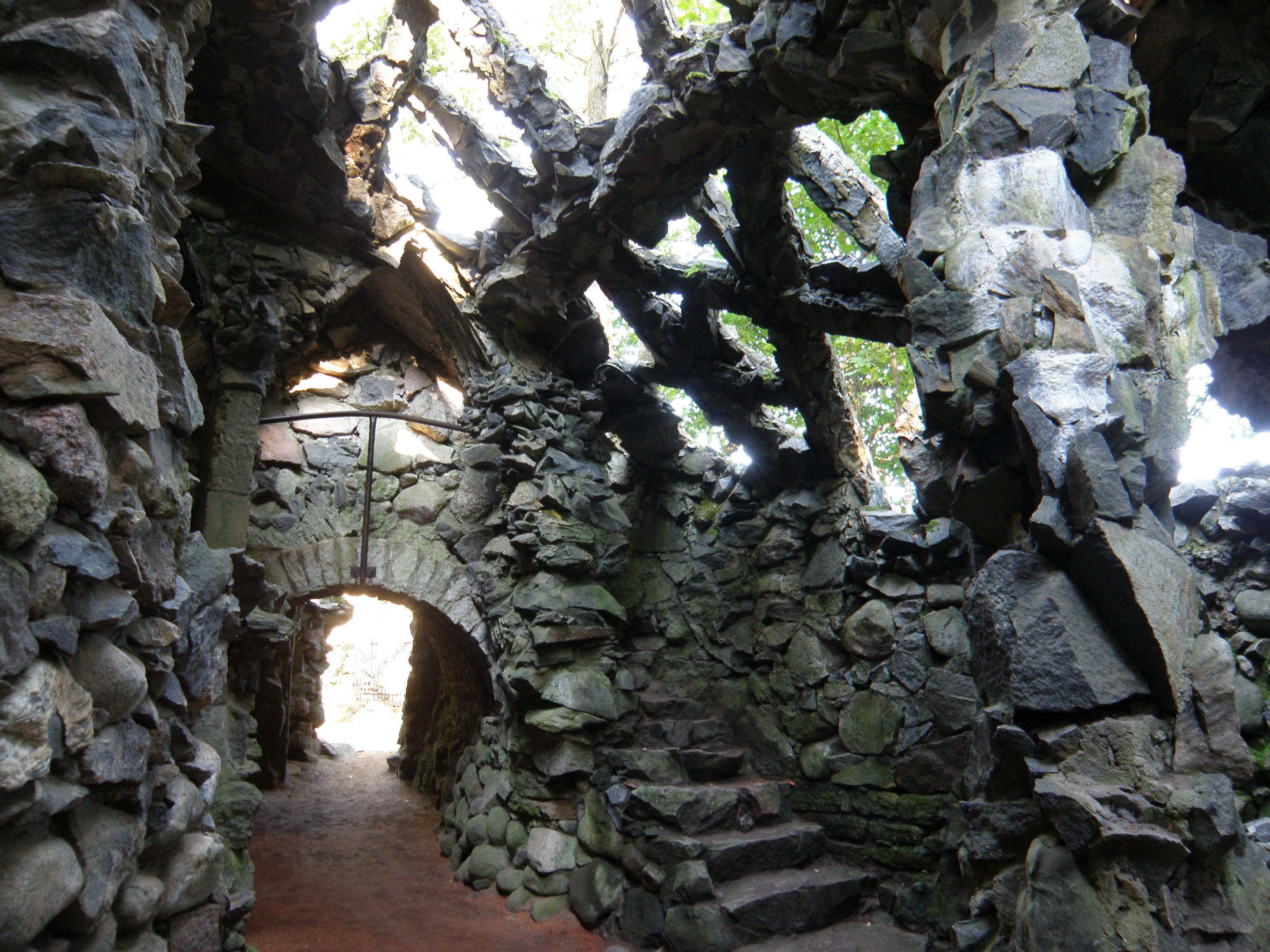
Het palmenhuis
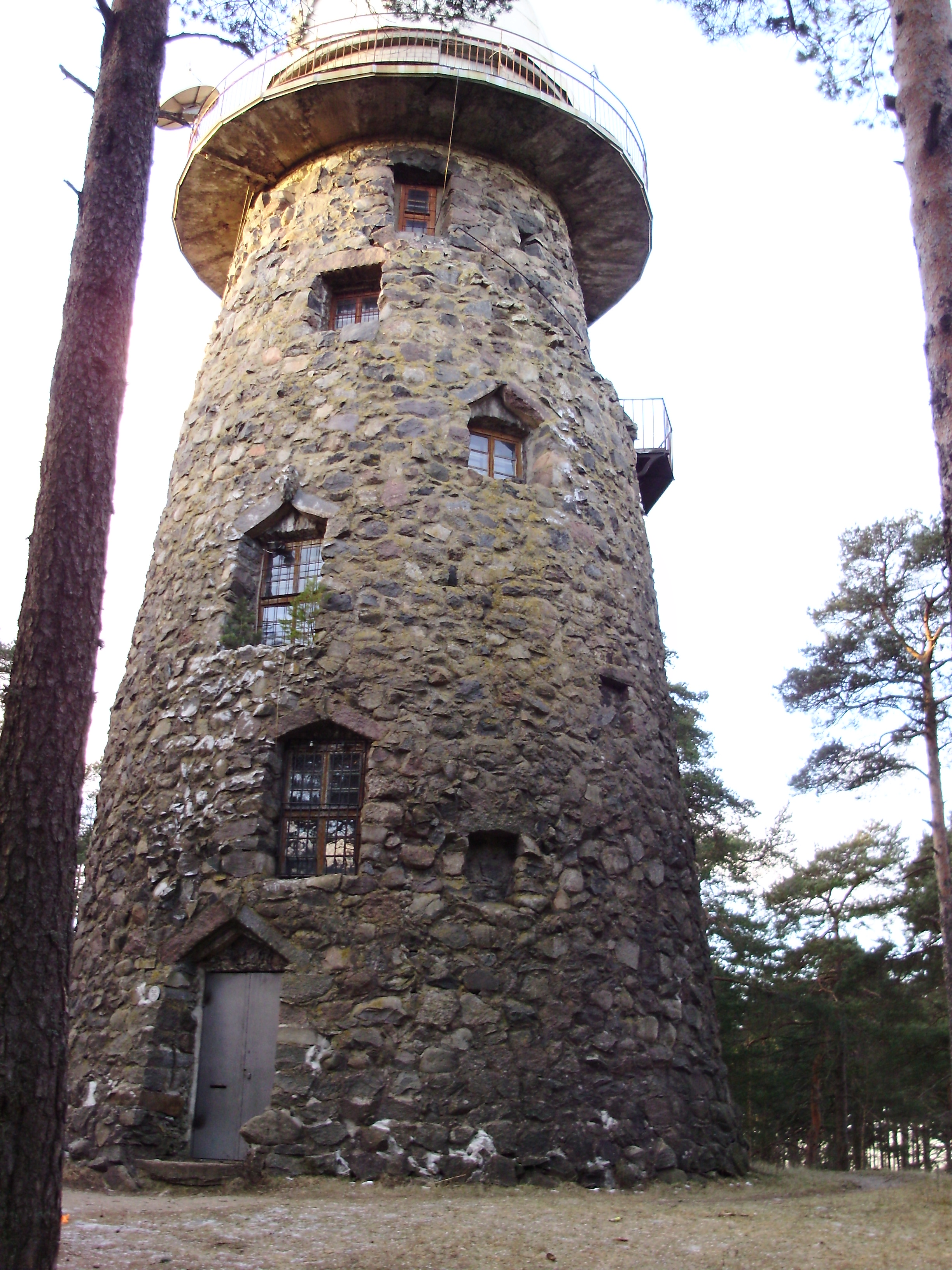
De vroegere uitkijktoren, nu sterrenwacht
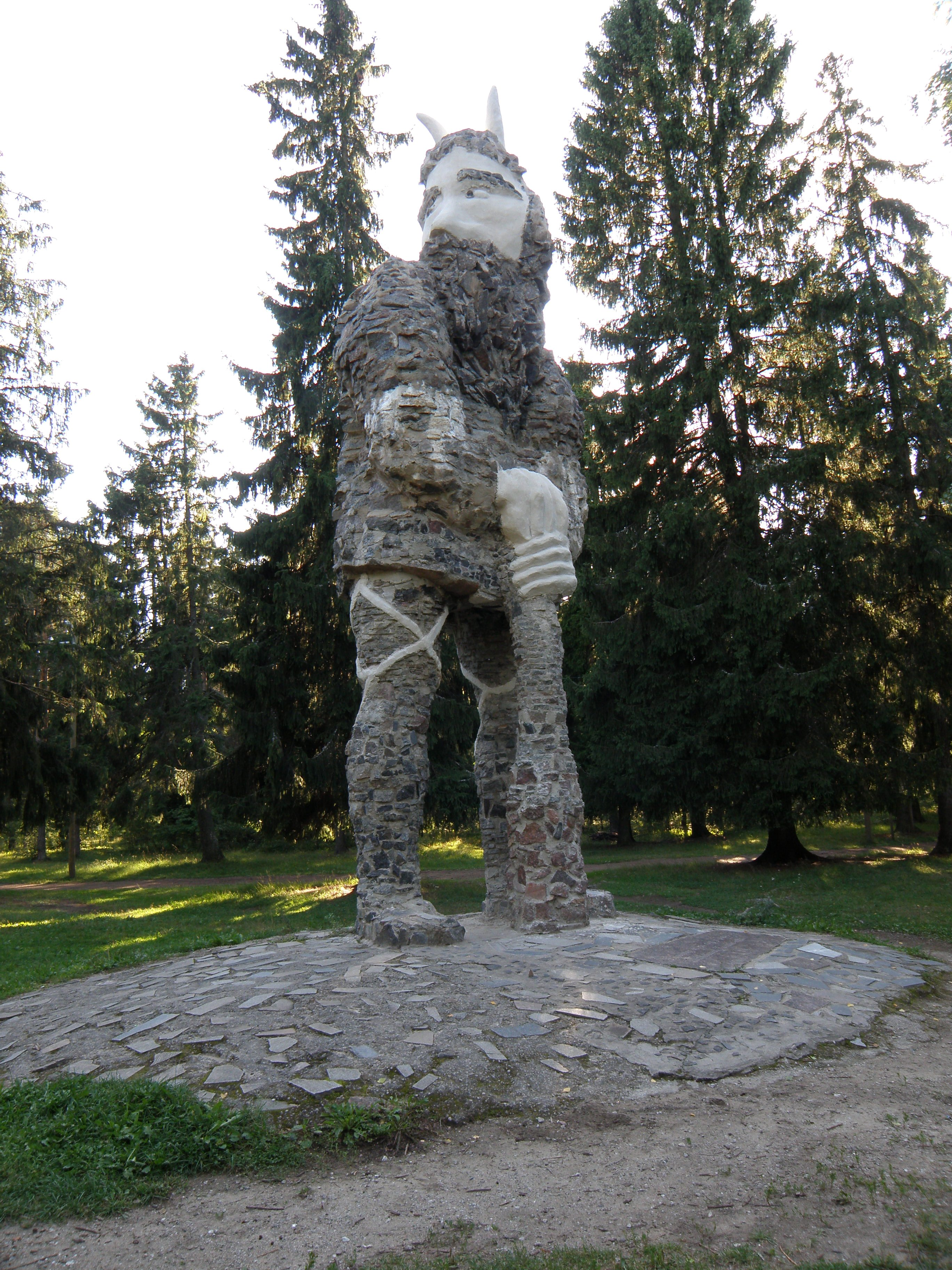
Het beeld van Kalevipoeg
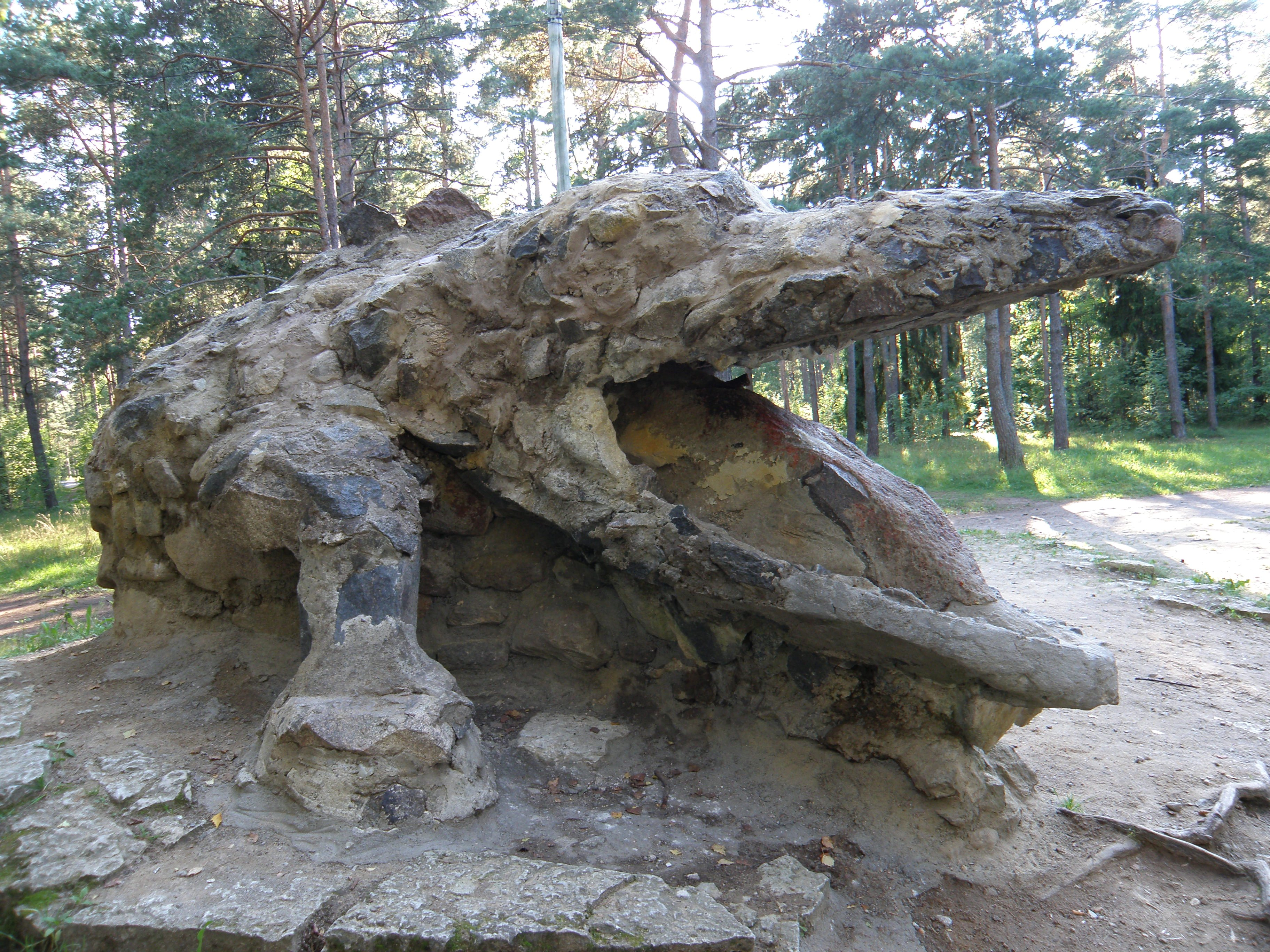
De krokodil